# VS-40
VS-40はブラジルの2段式観測ロケット。1段目はS-40TM、2段目はS-44で構成され、1993年4月2日と1998年3月21日にアルカンタラ射場でテスト飛行を行った。2015年11月13日にVS-40M V03がアルカンタラ射場から発射直後に爆発した。けが人はいなかった模様。

## 性能
- 全長: 6725 mm
- ペイロード重量: 500 kg
- 直径: 1000 mm
- 全重量: 6,737 kg
- 推進剤重量: 5,054 kg
- 構造体重量: 1,028 kg
- 推力: 208.39 kN (46,850 lbf)
- 到達高度: 650 km
- 打上げ回数: 2回
- 無重力時間: 760 秒